# Kenār Gūsheh
Kenār Gūsheh (persiska: کنار گوشه) är en ort i Iran.   Den ligger i provinsen Khorasan, i den nordöstra delen av landet, 700 km öster om huvudstaden Teheran. Kenār Gūsheh ligger 941 meter över havet och antalet invånare är 204.
Terrängen runt Kenār Gūsheh är platt åt sydväst, men åt nordost är den kuperad.Runt Kenār Gūsheh är det ganska tätbefolkat, med 185 invånare per kvadratkilometer. Närmaste större samhälle är Mashhad, 18,3 km väster om Kenār Gūsheh. Omgivningarna runt Kenār Gūsheh är i huvudsak ett öppet busklandskap.